# Wolfern
Wolfern è un comune austriaco di 3 146 abitanti nel distretto di Steyr-Land, in Alta Austria; ha lo status di comune mercato (Matrktgemeinde).